# Big Kuntry King
Sean Merrett, mas conhecido pelo seu nome artístico, Big Kuntry King é um rapper de Atlanta, Geórgia, Estados Unidos da América. Faz parte da banda P.$.C. (Pimp Squad Click) lançada por T.I. e também tem contracto assinado com a editora discográfica Grand Hustle. Lançou o seu primeiro álbum solo no dia 30 de setembro de 2008.